# Přehrada Nové Heřminovy
Přehrada Nové Heřminovy je plánovaná protipovodňová přehrada na řece Opavě. Výstavba by měla být zahájena v roce 2027.

## Vývoj
Záměr vybudovat na tomto místě přehradu byl již za Josefa II. v 18. století. O přehradě Nové Heřminovy uvažovala zemská vláda ve Slezsku v roce 1911. První projekt byl vypracován doktorem techniky Karlem Pickem v roce 1923. Od roku 1953 je údolní nádrž Nové Heřminovy o objemu 135 miliónů m³ součástí Státního vodohospodářského plánu. V roce 1963 proběhl geologický průzkum a technicko-ekononomické vyhodnocení stavby. O pět let později byla v obci Nové Heřminovy vyhlášena stavební uzávěra. 
Po povodních v roce 1997 se začalo jako o možném řešení uvažovat o nádrži o objemu 36 miliónů m³, byla prověřována také varianta suché nádrže. V roce 2007 stavbu v referendu odmítla obec Nové Heřminovy, která by byla částečně zatopena. V dubnu 2008 vláda rozhodla o vzniku menší nádrže o objemu 15 miliónů m³ a zahájení výkupů. Od roku 2017 probíhají demolice vykoupených objektů.
V červnu 2023 bylo vydáno územní rozhodnutí. Bylo však napadeno Hnutím Duha, které proti stavbě vystupuje dlouhodobě. Existují podle něj levnější a lepší alternativy. Vidí je ve vybudování více menších nádrží a tzv. odsazených hrázích v Zátoru, Branticích a Krnově. Hráze by poskytly vodě prostor pro rozliv při povodních. Podle Iva Dokoupila z Hnutí Duha na takovém řešení panovala shoda a mělo být dávno hotové. Za průtahy při stavbě je podle něj klientelismus, přihrávání výhodných zakázek firmám ze strany odpovědných osob. Celkem už náklady překročily miliardu korun, aniž by se začalo stavět. „Nehledá se řešení, ale nejvýhodnější zakázky,“ uvedl Dokoupil.
Územní rozhodnutí tak ani rok po vydání nebylo pravomocné a čekalo na potvrzení ze strany Ministerstva pro místní rozvoj. V září 2024 však oblast zatopily další povodně, které způsobily mnohamiliardové škody. Sídla, která leží dál na toku řeky Opavy, byla silně postižena – vyplavena byla města Krnov a Opava nebo obce Zátor a Brantice.
Projekt získal územní rozhodnutí v prosinci 2024. Panovaly odhady, že přehrada by se díky tomu mohla začít stavět v roce 2027. V mezidobí však vydané územní rozhodnutí napadla žalobou organizace Děti Země.

## Náklady
Ministerstvo zemědělství předpokládá, že náklady dosáhnou zhruba osmi miliard korun. Za ně by se měla postavit přehrada a přeložit silnice I/45, cena zahrnuje i další úpravy koryta řeky.